# هنري غرايمز
هنري غرايمز (بالإنجليزية: Henry Grimes)‏ هو عازف جاز وملحن أمريكي، ولد في 3 نوفمبر 1935 في فيلادلفيا في الولايات المتحدة.

## وصلات خارجية
- الموقع الرسمي
- هنري غرايمز على موقع IMDb (الإنجليزية)
- هنري غرايمز على موقع ميوزك برينز (الإنجليزية)
- هنري غرايمز على موقع أول ميوزيك (الإنجليزية)
- هنري غرايمز على موقع ديسكوغز (الإنجليزية)